# Ainaro (gemeente)
Ainaro is een van de 13 gemeenten waarin Oost-Timor is verdeeld en ligt in het zuidwesten van het land. Het gemeente heeft een bevolking van 53.629 inwoners en heeft een oppervlakte van 797 km2. De hoofdstad is het gelijknamige Ainaro; een kleine bergstad.
Ainaro is verdeeld in vier postos administrativos: Ainaro, Hatudo, Hatu Builico, en Maubisse.
In Ainaro ligt een groot aantal rivieren en heeft een vruchtbare grond die prima geschikt is voor agrarisch gebruik. Het district heeft een kustgebied dat grenst aan de Timor Zee, maar heeft ook bergachtig gebied. Het hoogste punt van Oost-Timor ligt in het gemeente: de berg Ramelau (2960 m). De Tatamailau, zoals hij lokaal bekend is, ligt in het noordwesten van Ainaro tegen de grens met Ermera.
Ainaro speelde een belangrijke rol tijdens de Indonesische bezetting van Oost-Timor. In de bergen hielden de troepen van het guerrillaleger FRETILIN zich schuil. Vanuit Ainaro gaf guerrilla-leider en latere president Xanana Gusmão jaren leiding aan het verzet tegen de bezetting. In Ainaro was ook een contingent van het Indonesische leger gevestigd, dat in 1999 samen met enkele milities de stad Ainaro voor een groot gedeelte in de as legde. Dit gebeurde enkele maanden voor het referendum waarin voor onafhankelijkheid werd gekozen.
Behalve het Tetun en het Portugees, spreekt een groot aantal inwoners het Mambai. In Ainaro wonen zowel katholieken, protestanten als moslims.